# 森拓郎
森 拓郎（もり たくろう、1982年5月10日 - ）は、日本のボディワーカー。
ファッションモデルや女優など、身体を資本とした女性などを中心に、ピラティス、整体、など足先から顔までのボディメイクを指導。
メディア出演、記事監修、指導者育成なども行う。

## 経歴
学生時代は中学～大学まで陸上競技で中距離種目、800Mを専門に活躍。
中京大学体育学部卒業後、地元の自動車ディーラーで営業成績トップを獲得し、その後パーソナルトレーナーになるために上京。
大手フィットネスクラブの個人売上トップを獲得し、自身のスタジオを2009年にオープン。
現在はモデルや女優など、身体を資本とされる女性を中心に指導をおこないつつ（5歳～80代までの全年代の指導経験を持つ)、フルマラソン完走のためのアドバイスやダンサーやスポーツ選手などへの指導も行い、また、雑誌取材、TV、DVD出演などのメディア出演も多くこなし、講演活動なども行っている。
渋谷区恵比寿に自身のプロデュースするパーソナルトレーニングジムrinatoがある。
以前は自然食カフェの経営をしていた（2014年6月に閉店）
小顔矯正サロンのルポルテ経営をしていたが、経営から退く(2022年12月)
自身のサプリメントブランドWelina.を主催。
2013年に結婚をしたが、twitterにて2015年に離婚していたことを発表する。

## 出演
雑誌
- 「PERFECT BEAUTY　美しく。」volume.1
- 「週刊パーゴルフ」2008年　vol.46 12/12
- 「LUIRE」2009年2月号
- 「weekly an」2009年01/19発売号
- 「月刊フィットネスジャーナル」2009年6月号
- 「月刊美STORY」2009年12月号
- 「季刊Jane」 winter
- 「Body＋」2010年3月号
- 「Ray」2010年6月号
- 「Wanna!」2010年7月号
- 「CLASSY」2010年8月号
- 「Chaps!]2010年11月号
- 「月刊フィットネスジャーナル」2011年2月号
- 「CanCam」2011年8月号
- 「Anecan」2011年9月号
- 「CUTiE」2012年6月号
- 「iPhone Magazine」vol.26
- 「Soup.」2012年8月号
- 「Lips」2012年8月号
- 「mina」2012年9月号
- 「Ray」2013年1月号
- 「iPhone Magazine別冊 iPhoneでお腹を凹ます本」
- 「別冊 ヤセる！JELLY」ぶんか社ムック
- 「Soup.」2013年3月号
- 「mini」2013年3月号
- 「CUTiE」2013年4月号
- 「popteen」2013年7月号
- 「別冊 ヤセる！JELLY」vol.2 ぶんか社ムック
- 「ビタミンef(エフ)」vol.4 主婦の友社
- 「Numero TOKYO」2014年1月号 扶桑社
- 「FITTE」2014年2月号 学研パブリッシング
- 「女性自身」2014年1月14日 光文社
- 「セブンティーン」2014年3月号 集英社
- 「GINZA」2014年3月号マガジンハウス
- 「美ST」2014年5月号 光文社
- 「CLASSY.」2014年5月号 光文社
- 「からだにいいこと」2014年6月号 祥伝社
- 「週刊文春」2014年5月1日号 文藝春秋
- 「with」2014年7月号 講談社
- 「Sports Graphic Number Do Early Summer 太らない生活 2014」 文藝春秋
- 「ST MODELS SUPER BODY BOOK (セブンティーンMOOK) 」集英社
- 「美的」2014年8月 小学館

テレビ
- フジテレビ「森田一義アワー 笑っていいとも!」
- テレビ朝日「業界トップニュース」
- 日本テレビ「ヒルナンデス!」
- 千葉テレビ「サンドウィッチマンクイズ - ザ・プライス・ショー」
- 関西テレビ「ウラマヨ!」
- 日本テレビ「スクール革命!」
- テレビ朝日「グッド!モーニング」

ラジオ
- ニッポン放送「Cafe Dejeuner」　ゲスト
- TBSラジオ「生島ヒロシのおはよう一直線」
- ニッポン放送「垣花正 あなたとハッピー」
- FMヨコハマ「DOCOMO presents いつもふたりで…」
- FM TOKYO「LOVE CONNECTION」

WEB
- @niftyダイエット　監修
- 日刊SPA! コラム 連載
- 女子SPA! コラム連載

DVD
- avex 大塚愛DVD「ＬＯＶＥ９ＣＵＢＥ　presents 大塚チーム学力検定vol.2」
- ALL ABOUT STRETCH - カラダは何歳からでも変えられる オール アバウト ストレッチ - ワニブックス

## 著書
- 『お腹を凹ませたい？だったら腹筋運動なんかやめちまえ！』impress QuickBooks
- 『チェックするだけダイエットノート』アスコム
- 『スタンディング・ピラティス』宝島社
- 『運動指導者が断言！ダイエットは運動1割・食事9割』 impress QuickBooks
- 『腹筋運動ではお腹は凹みません 呼吸と姿勢だけでみるみる凹む最強メソッド』アスコム
- 『運動指導者が断言！　ダイエットは運動 1 割、食事 9 割 決定版』Discover 21
- 『運動指導者が教える 食事10割でヤセる技術 美人開花シリーズ』ワニブックス
- 『森拓郎のやせる食事 実践編 タツミムック』辰巳出版
- 『太りグセ改善ダイエット』マガジンハウス
- 『ダイエットは食事が9割！食べてもやせる食品ランキング TJMOOK』宝島社
- 『味覚を変えればやせられる』 大和書房
- 『運動指導者が断言！　ダイエットは運動 1 割、食事 9 割 91 日間実践ノート』Discover 21
- 『「年齢とともにヤセにくくなった」と思う人ほど成功する　食事10割で代謝を上げる 美人開花シリーズ』ワニブックス
- 『「考え方」を変えるだけで誰でもヤセられる！』主婦と生活社
- 『やめたい食べグセ』KKベストセラーズ
- 『味覚改善!! ダイエット成功率90%のお弁当  タツミムック』辰巳出版
- 『骨も筋肉も衰えない 40歳からのやせるレシピ』日本文芸社
- 『「稼げる男」は食事が9割』KADOKAWA
- 『「食事10割」で体脂肪を燃やす　オトナ女子のための食べ方図鑑 美人開花シリーズ』ワニブックス
- 『図解 ダイエットは運動 1 割、食事 9 割』Discover 21
- 『あなたのダイエットが失敗する理由』PHP研究所
- 『脂肪を燃やす食べ方 TJ MOOK』宝島社
- 『森拓郎の読むだけでやせる言葉』Discover 21
- 『糖質をやめられない オトナ女子のための ヤセ方図鑑 美人開花シリーズ』ワニブックス
- 『ヤセたければ走るな、食べろ！～みるみる腹が凹むズルい食べグセ～』ワニブックス
- 『運動効果を最大限に引き出す最強の食事』日本文芸社
- 『オトナ女子のためのヤセるレシピ』ワニブックス
- 『30日でスキニーデニムの似合う私になる』ワニブックス
- 『ダイエット事典』飛鳥新社
- 『5分トレーニングで翌朝小顔』扶桑社
- 『30日で白Tシャツの似合う私になる』ワニブックス
- 『非常識な恋愛』ワニブックス
- 『非常識なヤセ方』ワニブックス
- 『森拓郎式 ほぐしローラー - 10日でTシャツもデニムも似合う私になる -』ワニブックス
- 『味覚を変えればやせられる』だいわ文庫　※文庫版
- 『ヘタ筋トレ - 失敗しようがない！』ワニブックス
- 『やせウォーク 4週間プログラム』扶桑社
- 『森 拓郎のやせる食事』辰巳出版 ※単行本版
- 『ボディメイクストレッチ-理想の体を手に入れればどんな服も着こなせる-』SBクリエイティブ
- 『森拓郎式 ほぐしローラー 新色リラックスネイビー - 10日でTシャツもデニムも似合う私になる -』ワニブックス
- 『森拓郎式 ほぐし棒で翌朝もっと！小顔』扶桑社
- 『おうちで簡単くびれ作り リブトレ』ダイヤモンド社
- 『森拓郎式 美脚スティック - くすみピンク×グレーカーキ -』ワニブックス
- 『きれいな人の老けない食べ方』SBクリエイティブ
- 『脚やせ本 一日２分で細くなる！』講談社
- 『ペタトレ 4週間プログラム』扶桑社
- 『胸鎖乳突筋ケア マスクとったら完璧フェイスライン』マガジンハウス
- 『美脚ＲＵＮ 細くなるだけじゃない、脚がまっすぐに変わる』Gakken
- 『自分史上最高に脚が長くなるストレッチ』新星出版
- 『カリスマトレーナーが教える一生モノのヤセ方・食べ方』三笠書房
- 『ボディメイク・ピラティス』ワン・パプリッシング

## 監修/掲載
- 『TOKYOパーソナルトレーナー男子図鑑』東京ニュース通信社
- 『小森純の自力で産後やせ』主婦と友社
- 『ズボラでも痩せる！ネコちゃんのゆるゆるダイエット塾 』KADOKAWA